# Thohoyandou
Thohoyandou est une ville d'Afrique du Sud, capitale du district de Vhembe (anciennement Soutpansberg), dans la province du Limpopo, à la frontière du Zimbabwe. Elle fut la capitale du bantoustan du Venda entre 1960 et 1994. Son nom signifie « tête de l'éléphant » en tshiVenda, la langue locale. Elle abrite l'université du Venda.

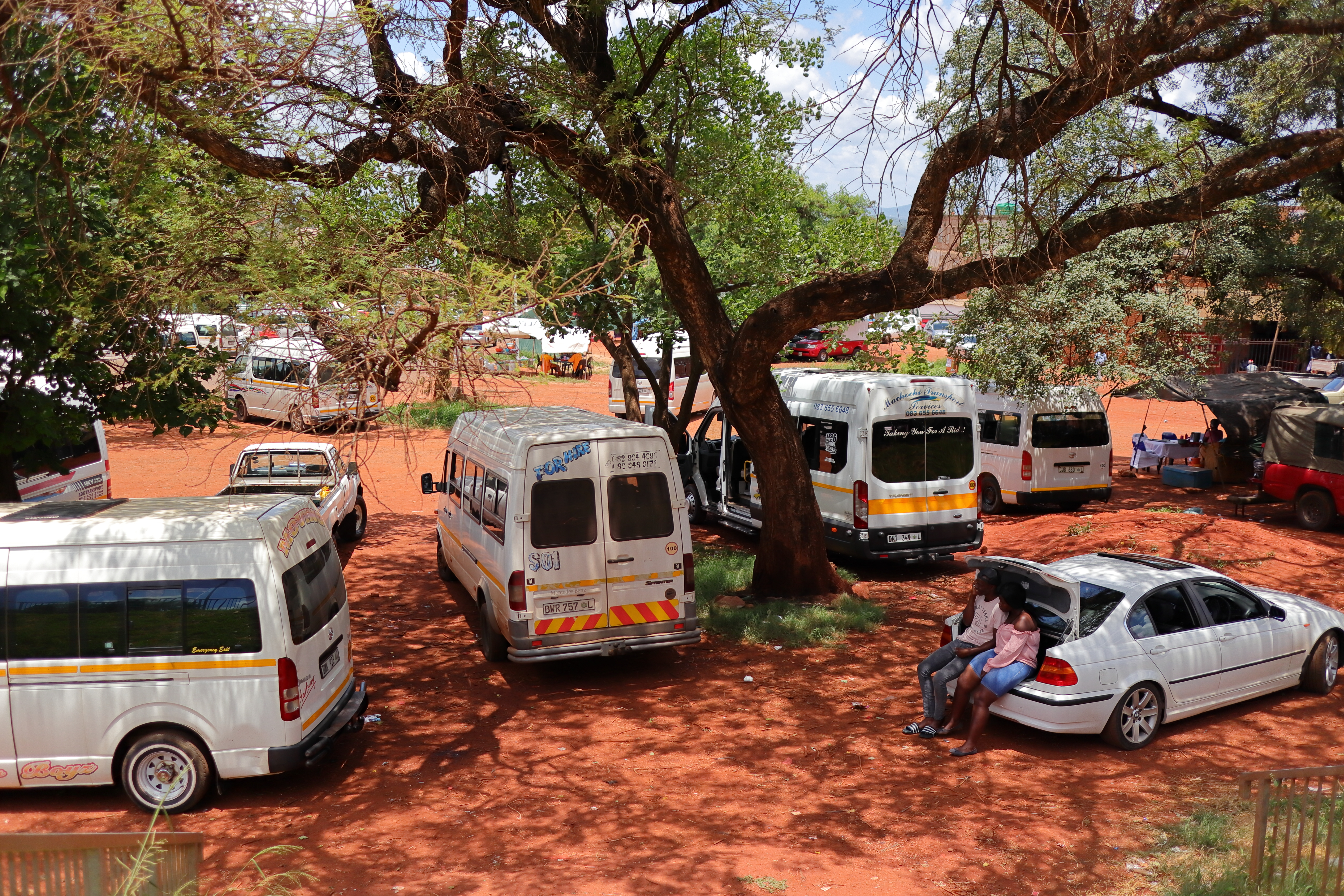
Station de taxis.